# Langes Haar

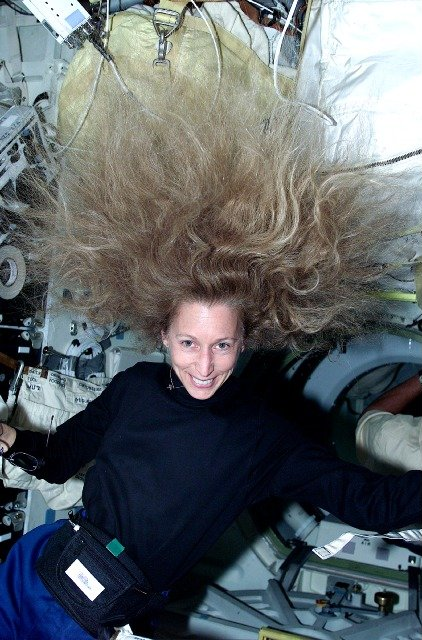
Langes Haar in der Schwerelosigkeit

Langes Haar bezeichnet eine Frisur überdurchschnittlicher Länge. Wie die Länge des Haars definiert wird und sich gesellschaftlich einordnet, ist von Kultur zu Kultur oder sogar innerhalb einzelner Kulturen unterschiedlich. So kann eine Frau mit kinnlangem Haar als kurzhaarig gelten, während ein Mann mit der gleichen Haarlänge langhaarig genannt wird. Biologen legen langem Haar eine Bedeutung bei bestimmten Tierarten bei (natürliche Zuchtwahl), da die Haarlänge häufig ein Zeichen der Gesundheit ist. Psychoanalytiker weisen langen Haaren eine tiefenpsychologische Dimension zu.
Auch die Haarfarbe gilt als Signal. Schwarzes Haar wird mit einem leidenschaftlichen, südländischen Temperament assoziiert. Eine Verführerin stellt man sich rothaarig vor. Blond verkörpert die Sonne, das Gold und die Treue.
Kulturell signalisiert langes Männerhaar häufig eine Distanz zu gesellschaftlichen Normen und staatlichen Ordnungen. Bei Frauen dagegen gilt in westlichen Kulturen gerade das kurze Haar als Zeichen der Gesellschaftskritik.

## Wissenschaft

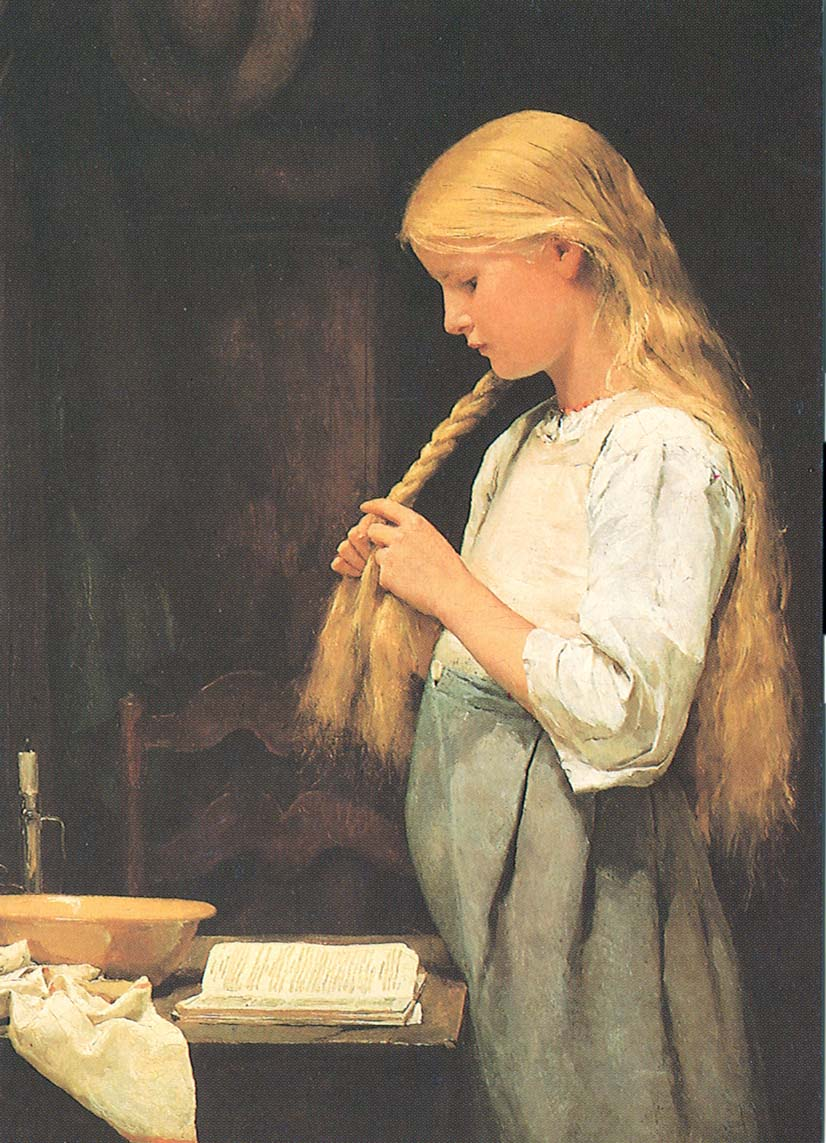
Albert Anker, Mädchen die Haare flechtend, 1887

Ethnologen vermuten im langen Haupthaar einen körperlichen Schmuck, gleichsam eine Nebenerscheinung der natürlichen Zuchtwahl, sobald das andere Körperhaar entwicklungsgeschichtlich verloren gegangen war. Als andere Erklärungsmöglichkeit zieht man die sexuelle Selektion heran, da langes glänzendes Haar ein sichtbares Merkmal für ein gesundes Individuum sei. Für einige Gruppen ist jedoch kurzes Haar das erstrebte Wesensmerkmal.

## Kulturgeschichte
Das Haar zählt zu den wichtigsten Arten sowohl der menschlichen Selbstdarstellung als auch der Darbietung und der Beurteilung anderer Menschen, ist es doch der Körperteil, der gleichsam am leichtesten zu gestalten ist. In vielen Kulturen gilt die Haarlänge als Gradmesser sexueller Selbstbeherrschung – langes Haar stand für eine gewisse Ungezügeltheit gegenüber kürzerem oder der Haarlosigkeit. Der kurz Geschnittene galt oftmals als Repräsentant oder Untergebener eines gesellschaftlichen Systems, während langes Haar eine gewisse Sonderrolle kennzeichnete.

### Bibel
Zur Zeit des Alten Testaments räumte man bestimmten Männern oftmals längere Zeitabschnitte ein, in denen sie ihr Haar nicht schnitten, um ihre Bindung an Gott zu demonstrieren. Man nannte sie Nasiräer. So stellt das Beispiel Simsons einen Zusammenhang von körperlicher Stärke und Haarlänge her. Simson verlor seine Stärke, als ihm die Verführerin Delila die Haare schneiden ließ. Die babylonischen Priester wurden geschoren und heute ist die Tonsur das Standeszeichen des katholischen Klerus. Die Bibel belegt an weiteren Stellen die Geringschätzung von Haarlosigkeit, Kahlköpfigkeit oder einer Glattrasur.

Nach dem Neuen Testament gilt jedoch: 

„14 Lehrt euch nicht die Natur selbst, dass es für einen Mann eine Unehre ist, wenn er langes Haar trägt, 15 aber für eine Frau eine Ehre, wenn sie langes Haar hat? Das Haar ist ihr als Schleier gegeben.“

 Diese Äußerung bezieht sich auf die Zeit, als man sich durch die Haarlänge vom sozial-religiösen Umfeld zu unterscheiden suchte. Kurzgeschorenes Haar und ein glattrasiertes Gesicht war eine heidnische Tradition, die mit der römischen Expansion einherging.
Im christlich-religiösen Kontext gibt es Darstellungen der Mutter Maria mit langen Haaren, was ihre Jungfräulichkeit kennzeichnen soll. Im Christentum entwickelte sich daraus die Tradition, dass Frauen, die – im Gegenteil – „unter der Haube waren“ dies dokumentierten, indem sie ihre Haar verbargen. Diese Tradition gibt es bis heute, z. B. bei katholischen Nonnen, die durch die Verhüllung ihrer Haare zeigen, dass sie ihr Leben sakral ausrichten und für den öffentlichen, männlich-codierten Blick nicht verfügbar sind.

### Klassische Antike

#### Griechenland
Zahlreiche Helden und Götter der griechischen Mythologie wie Zeus, Achilles, Hektor und Poseidon wurden langhaarig dargestellt. Griechische wie trojanische Soldaten trugen langes Haar in der Schlacht (Hopliten, Spartiaten). Ungeschnittenes Haar galt griechischen Männern wie Frauen seit dem 1. Jh. v. Chr. als Zeichen der Freiheit. Krieger sahen es als Zeichen des Adels an und trugen es offen gekämmt zur Schau. Die Männer des minoischen Kreta trugen lang herabfallendes Haar. Um das 6. Jh. v. Chr. setzte sich durch die Athleten die kürzere Frisur durch. Frauen behielten die Langhaarmode bei, von der sie sich Freiheit, Gesundheit, Reichtum und auch gutes Ansehen versprachen. Für Männer galt es als Zeichen falschen Stolzes.

#### Rom
Bei den Frauen der Römerzeit spielte langes Haar eine zentrale Rolle. Das Haar der Männer wurde seit der augusteischen Zeit kürzer als das der Frauen getragen: Wenn auch andere Kulturen jener Zeit, wie die Griechen im Osten, langes Haar als Zeichen der Philosophen schätzten, empfand man Haar beim Lernen als störend. In der römischen Provinz war der kurze Haarschnitt allgemein verbreitet. Als Julius Caesar Gallien eroberte, wo langes Haar geschätzt wurde, ordnete er einen Kurzschnitt für alle Soldaten an. Später galten lange Haare bei Männern vor allem als Zeichen der „Barbaren“ und wurden daher lange Zeit gemieden.

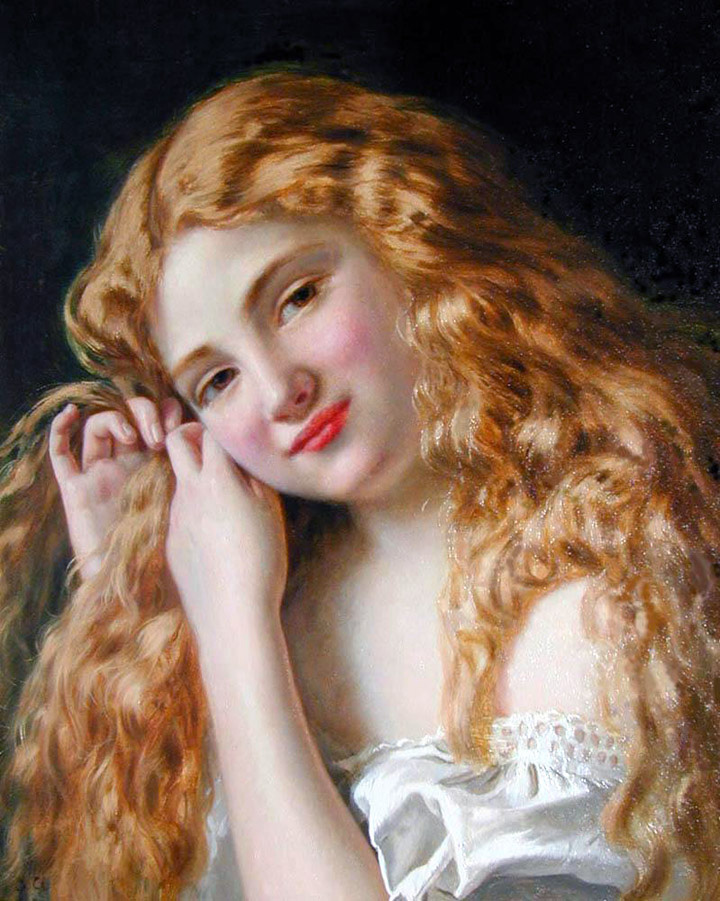
Sophie Gengembre Anderson (1823–1903), Mädchen mit langem Haar.

### Westliche Kultur bis zum frühen 20. Jahrhundert
Bei Germanen und Kelten waren lange Haare auch bei Männern die Norm und galten als Ideal, das auch Freiheit und Kraft symbolisieren sollte. Diese wurden zudem sorgsam gepflegt (z. B. mit Kämmen und Butter) und mitunter kunstvoll getragen (z. B. Suebenknoten).
Nicht erst im europäischen Mittelalter kennzeichnete kurzes Haar oftmals den Leibeigenen und den unfreien Bauern, während man langes Haar hingegen dem Freien zuordnete, wie den germanischen Goten und Merowingern. Oft bezeichneten nichtgermanische Kulturen wie die Byzantiner diese als „Langhaarige“, als Barbaren, deren Haartracht sie als fest ansahen. In Irland trugen die englischen Kolonisten ihr Haar wie die Einheimischen lang auf den Rücken fallend und legten damit gleichsam ihre Rolle als englische Untertanen ab. Umgekehrt schmähten die Iren diejenigen, die sich auf die englische Kultur zubewegten als „Kurzhaarige“. So war die Haarlänge eine verbreitete Weise, um einen wahren Engländer zu erkennen.
Muslimen in christlichen Regionen wurde kurzes Haar befohlen; teilweise galt längeres Haar als rebellisch und barbarisch. Langes Haar war bei den europäischen Männern des 11. und 12. Jahrhunderts verbreitet, obwohl meist aufgrund kirchlicher Anordnung die Männer kürzeres, und die Frauen längeres Haar zu tragen hatten. Die Mode war weit verbreitet, etwa bei Monarchen, die den kurzen Haarschnitt ablehnten, was im Volk alsbald nachgeahmt wurde. Wulfstan, ein geistlicher Führer in England, befürchtete, Langhaarige würden wie Frauen kämpfen, und wären untauglich, eine ausländische Invasion abzuwehren.
Ritter und Herrscher schoren sich zu bestimmten Anlässen ihr Haar zum Zeichen der Buße oder Klage; zudem war das Haar des Knappen im Allgemeinen kürzer als das eines Ritters. Anlässlich des Mainzer Hoftages von 1184 wurde der Chronist Ordericus Vitalis zitiert, über die vorherrschenden Vorlieben von Rittern und anderen jungen Adeligen, ihr Haar lang und das Gesicht glattrasiert zu tragen: „Vorn im Gesicht sind sie rasiert, wie Diebe, und hinten lassen sie die Haare lang wachsen, wie Dirnen.“
Bei verheirateten Frauen war das Tragen langen Haares in der Öffentlichkeit verpönt; dies war den Unverheirateten vorbehalten, jedoch war ihnen in Trauerzeiten gestattet, so ihre Erschütterung zu demonstrieren. Langes Haar stand in dieser Zeit für Jugend und Vornehmheit. Des Weiteren galt es als Bestrafung, einem anderen Mann öffentlich die Haare abzuschneiden und es sind auch Berichte bekannt, die erzählen, dass bei Enthauptungen darauf geachtet wurde, die Haare des Verurteilten nicht mit Blut zu beflecken.
Im England des Englischen Bürgerkrieges von 1642 bis 1651 war die Haarlänge ein Kennzeichen für die Streitigkeiten zwischen Cavaliers und Roundheads (Puritaner). Die Cavaliers trugen längeres Haar und galten als weniger religiös, bei den Roundheads als sittenlos. Die frommeren Roundheads trugen kurzes Haar. Auch in den folgenden Jahrhunderten bis etwa zum Ende der Napoleonik trugen Männer in Europa lange Haare, doch ab dem 18. Jahrhundert meist nicht mehr offen, sondern für gewöhnlich zum Zopf oder Pferdeschwanz gebunden (vor allem bei Soldaten, siehe Soldatenzopf).
Ab Mitte des 19. Jahrhunderts jedoch galten lange Haare bei Männern in Europa nicht mehr als modisch (das Christentum spielte hierbei keine Rolle).
Im Jahr 1900 brachte die Firma AEG den ersten Haartrockner auf den Markt. Das Waschen der Haare erfolgte seinerzeit noch mit „Kopfwaschpulver“. Erst 1927 kam das erste flüssige Haarwaschmittel auf den Markt. Shampoo in Pulverform war aber sogar noch bis in die 1960er Jahre erhältlich.
In der Weimarer Republik trugen Männer ihr Haar nach wie vor kurz; es wurde streng nach hinten gekämmt, gern auch mit Seitenscheitel. Rudolph Valentino, ein italienischer Schauspieler, machte die Pomade populär. Durch diese fettige Substanz konnte man die Haare ganz glatt anlegen. Auch für Frauenfrisuren fand die Pomade Verwendung. Stilbildend für die selbstbewusste, neue Frau der 1920er Jahre war die Bubikopf-Frisur. Kurz sollten die Haare nun sein und man orientierte sich am Herrenschnitt, denn die Frauen wollten damit auch ihre Gleichberechtigung zum Ausdruck bringen. Dabei gab es verschiedene Ausführungen. Wenn das Haar hinten kürzer gehalten war als vorne, nannte man es Etonschnitt. Beliebt war auch der Pagenschnitt, bei dem das Haar exakt auf eine Länge gekürzt wird. Meist war das Haar kürzer als kinnlang. Frauen, die solche Haarschnitte erhalten wollten, gingen dafür zu Männerfriseuren, da die Damenfriseure die Schnitttechniken nicht beherrschten und noch nie weibliche Nacken ausrasiert hatten. Überliefert ist, dass sich Frisöre zunächst weigerten, das Haar von Frauen so kurz zu schneiden. In Mode war auch der Seitenscheitel und der Pony. Manche Frauen legten sich auch auf beiden Seiten der Stirn eine Locke ins Gesicht. Außerdem konnte das Haar ganz glatt sein oder in Wellen am Kopf anliegen.
Im Dritten Reich galt es bei Männern als modern, das Haupthaar länger zu tragen und die Seiten kurz, während das Haupthaar nach hinten gekämmt oder zur Seite gescheitelt wurde. In der Wehrmacht war es nicht nur unüblich, zu kurze Haare zu tragen (oder sich den Kopf gar ganz zu rasieren), sondern sogar ausdrücklich verboten. Getragen wurde dort das Haar meist als Undercut, wobei der Haarerlass vorsah, dass die Ohren frei liegen und das Haupthaar angelegt sein musste.
In den 1950er Jahren kam der Pferdeschwanz in Mode. Er war praktisch und unkompliziert. Frau konnte ihn bei langen oder kürzeren Haaren tragen und waren immer gut frisiert. Vor allem beim Tanzen und beim Spazierengehen konnte man wunderbar mit dem Kopf wippen. So wurde der Pferdeschwanz ein Symbol für diese Zeitspanne. Ende der 50er kam zudem die Mode auf, die Damen-Frisur mit Hilfe von Haarteilen aufzupeppen. Modische Herren-Haarschnitte orientierten sich an der Art, wie Stilikonen der damaligen Zeit, wie James Dean oder Elvis Presley; die nach ihm benannte „Elvis-Tolle“ war weit verbreitet, insbesondere bei männlichen Jugendlichen.

### Gesellschaftspolitische Bedeutung seit 1960

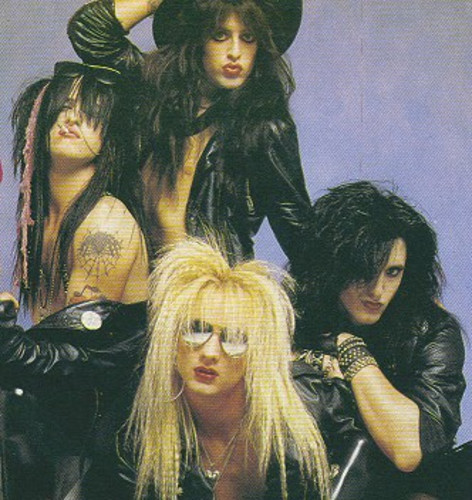
Hair-Metal-Band Pretty Boy Floyd

In den 1960ern verbreitete sich die Langhaarmode, besonders bei Männern, als politisches bzw. gegenkulturelles Protestsymbol rasch in vielen westlichen Ländern wie den USA, Westeuropa, Südafrika oder Australien. In dieser Zeit erregten die Beatles Aufsehen, als sie mit Haarschnitten auftraten, die die Ohren bedeckten und vorn über die Stirn fielen. Diese Pilzkopf-Frisur wurde auch in Deutschland von den jungen Männern nachgeahmt.
Langes Haar und Dreadlocks bildeten seither einen Bestandteil der subkulturellen Bewegungen, alternativen Kulturen und Lebensstile. Beispielhaft für den durch die langen Haare verkörperten Generationenkonflikt war der Vorfall in einer englischen Schule im Jahr 1965. Drei Jugendliche zwischen 13 und 14 Jahren wurden so lange vom Unterricht ausgeschlossen und mussten Strafarbeiten schreiben, bis sie sich ihre langen Haare schneiden ließen. Der Schulleiter drohte ihnen mit Prügeln, falls sie mit ungeschnittenem Haar den Klassenraum beträten. Die Schüler blieben wochenlang hartnäckig und räumten nur ein, sich ihre Haare dann schneiden zu lassen, wenn Mick Jagger, Sänger der Rolling Stones, sich seine schneiden ließ.
War die Haarlänge der Beatles in den 60er Jahren noch spektakulär, trugen die jungen Männer die Haare in den 1970er Jahren immer länger. Beliebt war, sich Koteletten wachsen zu lassen. Dafür ließ man den Bartansatz an den Seiten stehen. Langes Haar wurde weiter popularisiert durch den Disco-Stil. In den 1970ern regte die Beliebtheit der Reggae-Musik und des Musikers Bob Marley das Interesse an Dreadlocks international an. Die Philosophie der Rastafari-Bewegung fand vielfachen Ausdruck und Widerhall im zeitgenössischen Reggae, bei der linksorientierten Jugend aller Ethnien; besonders und vor allem unter den Afroamerikanern und anderen Schwarzen, jedoch in Subkulturen ebenso unter Weißen.
In den 1980er Jahren war die Vokuhila-Frisur besonders beliebt. Dabei trug man die Haare „vorne kurz“ und „hinten lang“. Wer sich modern gab, färbte sich die Haare in zwei Farben: oben blond und unten dunkel. So trug es zum Beispiel der Sänger Limahl. Die in der 1. Hälfte der 1980er aufkommende Popper-Frisur unterschied sich grundlegend: Ihr Kennzeichen war der Seitenscheitel. Hinten und an den Seiten waren die Haare kurz rasiert.
Der ab 1983 populäre, aus den USA stammende, Musikstil des Glam Metal wurde auch spöttisch als „Hair Metal“ bezeichnet. Kritiker bemängelten, die Musiker würden sich dabei vor allem über ihre lange, auftoupierte Haarpracht definieren, während es diesen darum ging, durch exzentrisches Aussehen wie Rockstars zu wirken, die keine „normalen Menschen“ mehr wären.

### Deutschland

#### Bundesrepublik

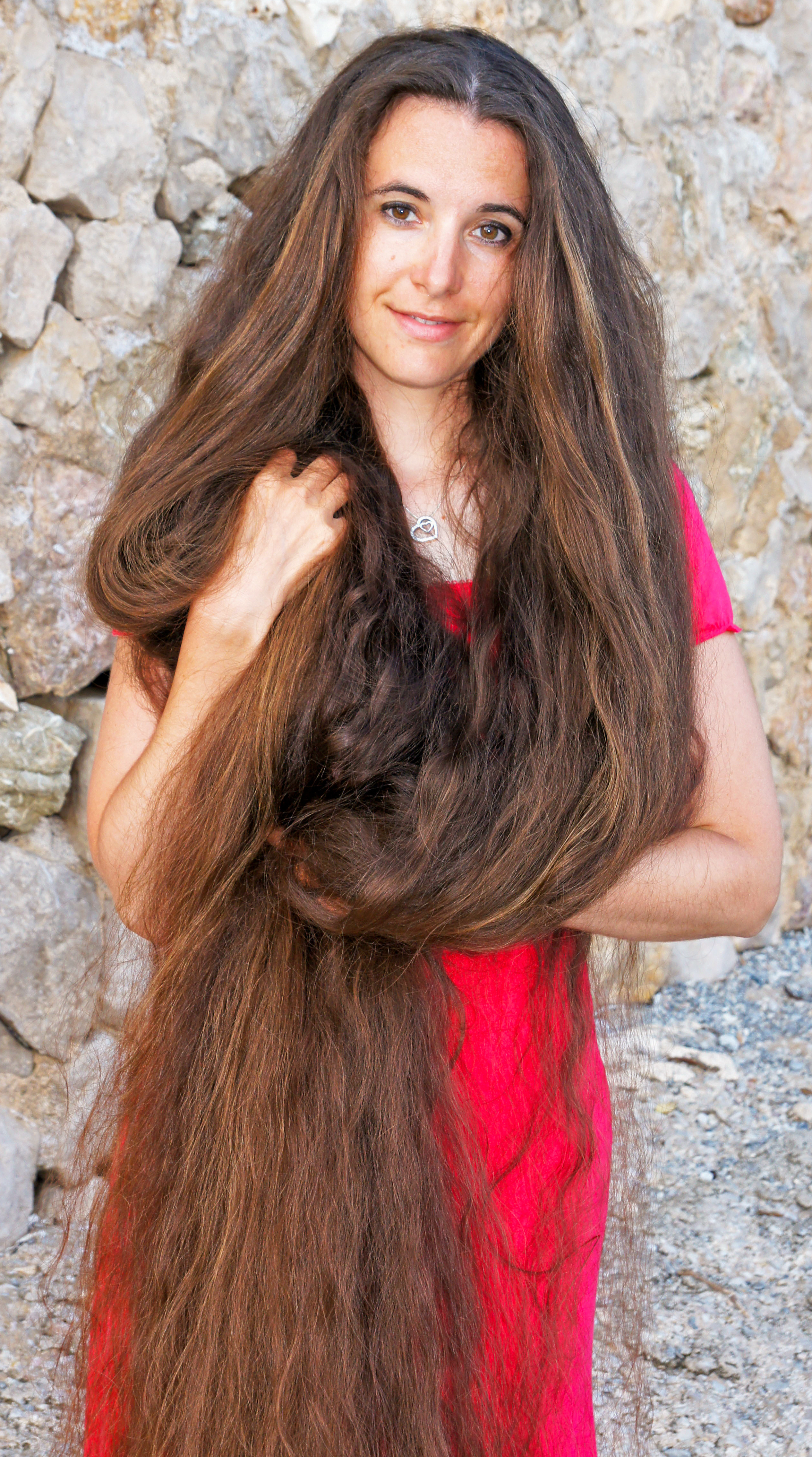
Marianne Ernst ist ein deutsches „Long hair Model“. Anfang März 2016 waren ihre Haare 174 cm lang.

Im Zuge dieser Entwicklung wurde Langhaariger (oder Langhaardackel) auch in Deutschland eine in den 1960ern geprägte abwertende Bezeichnung aus den konservativen und bürgerlichen Kreisen der deutschen Bevölkerung für junge Männer, die der Protestbewegung der 60er Jahre nahestanden.
Seit Anfang der sechziger Jahre entwickelte sich die längere Haartracht unter jungen Männern verstärkt zum Ausdruck einer eigenen Mode wie auch zum Mittel der Abgrenzung gegenüber der älteren, als konservativ empfundenen Generation. Dieses Mittel der Revolte gegen die Vätergeneration, die seit der Zeit des Nationalsozialismus die militärisch gestutzte Frisur als stereotypisch-männlich konnotierte. Es galt, raus aus Kontrolle und Bevormundung und hin zur Selbstbestimmung, zur politisch-gesellschaftlichen Freiheit, zu gelangen, die nach den 1968er Jahren zum Teil in alternativ-gelebte Lebenswelten mündete, in denen Geschlechtergrenzen hinterfragt und durch lange Haare übergangsfrei wurden, wodurch diverses Leben nach außen hin kenntlich gemacht werden konnte. Kinderhaarschnitte, die traditionell in Langhaarfrisuren (für Mädchen) und Kurzhaarschnitte (für Jungen) differenziert waren, wurden einander angeglichen. Die Unterscheidung zwischen Buben und Mädchen ausschließlich anhand der Haarfrisur entfiel fortan.
Die Haarlänge als Ausdruck eines nonkonformistischen Lebensstils fand ihren Höhepunkt durch die sogenannten Hippies, denen es um die Naturgegebenheit des langen Haares, wie auch um eine Protesthaltung gegenüber dem Staat und der Gesellschaft, insbesondere bezüglich des Vietnamkrieges, ging. Langhaarigkeit wurde damit zu einem politischen Symbol, vergleiche das „Bed-in“ von John Lennon und Yoko Ono oder das Musical Hair. In der jungen Bundesrepublik am Ende der 60er Jahre war Langhaarigkeit Merkmal der revoltierenden Studenten. Ab den 1990er Jahren wurden die aus Indien mitgebrachten Dreadlocks in der Hippie- und Goatrancescene populär, ebenso traf die Reggaeszene in Deutschland auf ein alternativkulturelles Substrat und vermischte sich so mit der Hippiebewegung, die in Indien Anfang der 1970er die „Jata“ genannten Dreadlocks von den dortigen Wandermönchen übernahmen.
1971 erließ der damalige Verteidigungsminister Helmut Schmidt einen Haarnetz-Erlass, der Bundeswehrsoldaten das Tragen langer Haare ermöglichte, aber bereits 1972 wieder zurückgenommen wurde.
Das Adjektiv „langhaarig“ wurde vor allem in den 1970er Jahren häufig adverbial benutzt und sollte Konnotationen hervorrufen wie Gammler, Hippie, Kommunist (vgl. Kalter Krieg), Anarchist, Demonstrant und RAF-Sympathisant.
Heute sind Männer mit gepflegten langen Haaren weitgehend gesellschaftlich akzeptiert und sind nur gelegentlich Vorurteilen oder Repressionen ausgesetzt (z. B. im Beruf). Neben langem Haar als Modeerscheinung und als Schönheitsideal wird dieses auch zum Ausdruck eines Lebensstils oder als Merkmal einer Jugend- oder Subkultur getragen, z. B. in der Öko-Bewegung, Metal-Szene, in der Schwarzen Szene (etwa als Undercut) und vereinzelt in der Gothic-Kultur (hauptsächlich in den 1990ern toupiert oder gekreppt getragen). Als Ausdruck einer (politischen) Protesthaltung hat das lange Haar seine Bedeutung dennoch weitestgehend verloren.

#### DDR
Die DDR sah im Aufkommen der Langhaarmode ein Problem, dem sie sich eingehend in Studien und Observationen widmete und letztendlich erfolglos entgegenzustemmen suchte.
So führte 1966 das Leipziger Zentralinstitut für Jugendforschung im Auftrag der SED eine so genannte Pilzkopfstudie durch, um die Haltung langhaariger Jugendlicher zu untersuchen. Die Studie ergab keineswegs – wie zuvor behauptet – einen minderen Intelligenzgrad, allerdings eine bestimmte Affinität Langhaariger zu westlicher Musik.
An verschiedenen Orten der DDR führten FDJ wie auch die Volkspolizei gewaltsame Haarschneideaktionen durch. So wurden 1969 langhaarige Thüringer Jugendliche von der Polizei zwangsweise zum Frisör gebracht.
1972 erregte das Erscheinen von Ulrich Plenzdorfs Stück Die neuen Leiden des jungen W. großes Aufsehen über die Grenzen der DDR hinaus. Der tragische Rebell Edgar W. sah in langen Haaren und Blue Jeans sein Lebensideal.
Noch 1980 erhielt die Band Magdeburg Fernseh-Auftrittsverbot, da sich der Sänger für die Jugendsendung rund die Haare nicht schneiden lassen wollte.

### Andere Kulturen

#### Afrikaner

##### Afrikaner in Afrika

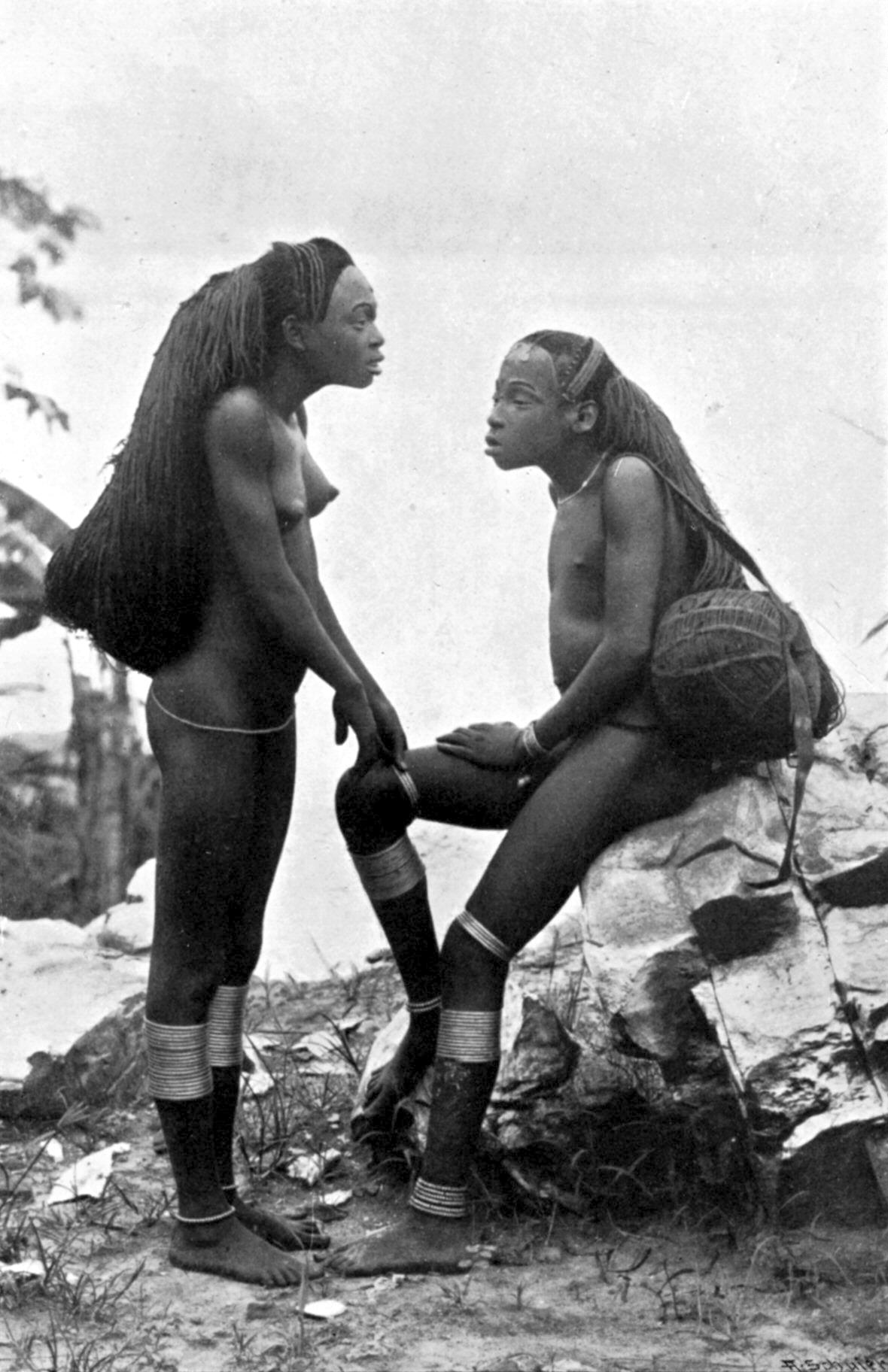
Ngbandi-Mädchen, Zentralafrika, 1905

In westafrikanischen Kulturen wurden Frauen mit langem Haar hoch geschätzt. Langes volles Haar galt als Zeichen der Gesundheit, Stärke und Gebärfähigkeit. In diesem Zusammenhang wurde Frauen, die zur Heirat zu jung waren, ein Bereich des Kopfes geschoren, um dies zu signalisieren. Diese Tradition ist allerdings nicht in allen afrikanischen Stämmen verbreitet, vielfach wird auch kurzes Haar geschätzt. Manche Menschen in islamisch geprägten Ländern in Nordafrika wie Ägypten sehen langes Haar als satanisch und als Zeichen des Unglaubens an.

##### Afroamerikaner
Als die afrikanischen Sklaven in Amerika befreit wurden, kämpften sie um einen den Weißen vergleichbaren sozialen Status. Viele ehemalige Sklaven sahen in ihrer Frisur einen Bestandteil dieses Kampfes. Besonders Frauen sahen sich dem Druck ausgesetzt, ihr Haar lang und glatt wie weiße Frauen zu tragen. Allerdings nutzten Afroamerikaner wie Malcolm X während der Bürgerrechtsbewegung der 1950er und 1960er Frisuren wie den Afro-Look und Dreadlocks, um ihre Individualität und Freiheit zum Ausdruck zu bringen und zu den afrikanischen Wurzeln zurückzukehren. Der gesellschaftliche Druck zwang diese Amerikaner (besonders Frauen) zum Tragen langen glatten Haares wie die Weißen. Noch heute betonen Gelehrte, dass der Druck auf die Schwarzen anhalte, langes glattes Haar zu tragen. Amelian Jones zeigt, dass Kinderpuppen wie Barbie diesen Druck verstärken, was sie am Beispiel einer neuen schwarzen Barbie mit langem Haar sehen. Schwarze, glaubt sie, sollten ohne äußeren Druck und „Gängelung“ ihr Haar frisieren dürfen.

#### Islam
Islamische Kulturen machen einen klaren Unterschied zwischen den Geschlechtern. Frauen tragen langes Haar, während Männer kurzes Haar tragen sollen. Frühe muslimische Missionare sahen im kurzen Haarschnitt „in der Manier des Botschafters Gottes [sc. Muhammad]“ einen wichtigen Bestandteil ihres missionarischen Wirkens. Einen Mann zu bitten, sein Haar zu scheren, war oft gleichbedeutend mit dem Aufruf zu seiner Bekehrung. Daher galt in Regionen mit islamischem Einfluss kurzes Haar oft als Zeichen für die Zugehörigkeit zum Islam. Die Taliban sehen im langen Haar einen westlichen Einfluss, der mit Gefängnis und erzwungenem Haarschnitt geahndet wird. Allerdings ist das Schneiden des Haares im Weihezustand während einer Haddsch untersagt.

#### Indianer

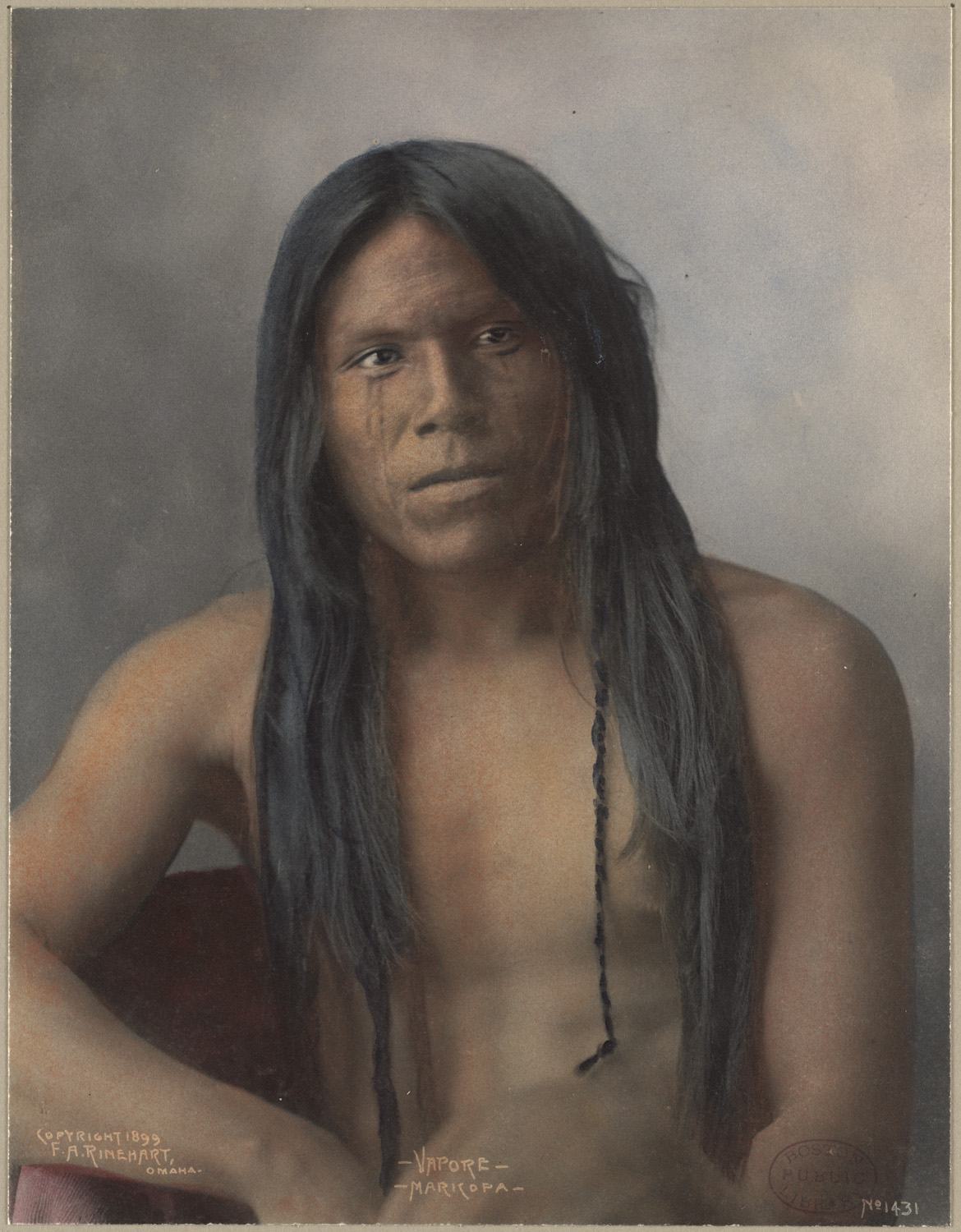
Maricopa-Indianer

Die Angehörigen vieler Indianer-Völker trugen vor dem Eindringen westlicher Einflüsse in ihre Kultur langes Haar. (In Legenden der Cherokee heißt es beispielsweise von Männern, dass sie „langes Haar fast bis zum Erdboden“ trugen.) Sowohl Männer als auch Frauen dieser Kulturen haben häufig für die Bewahrung ihrer Tradition gekämpft. Aufgrund westlicher Einflüsse haben viele das Haar geschnitten. Frühe amerikanische Siedler waren langhaarig, übernahmen teilweise die Bräuche der Ureinwohner und galten als unmoralisch. Sie wurden oft durch ihr langes Haar erkannt. Seit den kulturellen Bürgerrechtsbewegungen der 1960er und 1970er Jahre sind die Pressionen auf die Indianer, kurzes Haar zu tragen, zurückgegangen. So haben zahlreiche Staaten Gefängnisvorschriften, die Indianern das Tragen langen Haares während der Haft erlauben, verbunden mit anderen kulturellen Erleichterungen. Es regte sich allerdings Widerstand gegen diese Veränderungen, da langes Haar als Drogenversteck, sowie als Kennzeichen einer Bandenzugehörigkeit dienen kann.

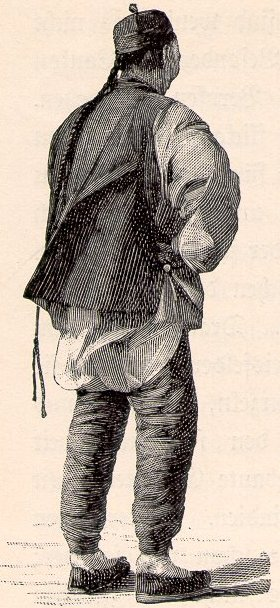
Chinesischer Männerzopf

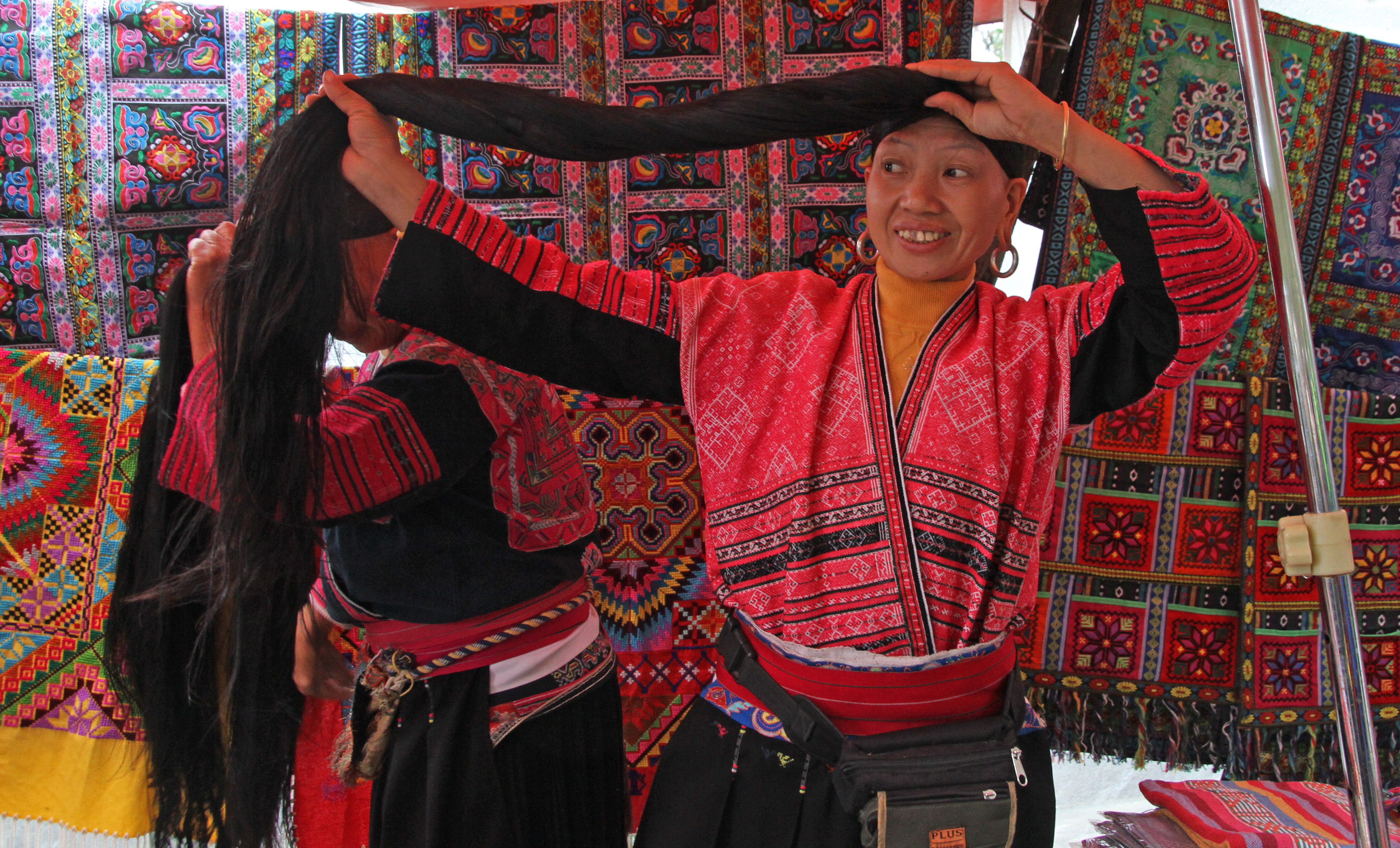
Yao-Frauen mit traditionell sehr langen Haaren

#### Asien

##### Südasien

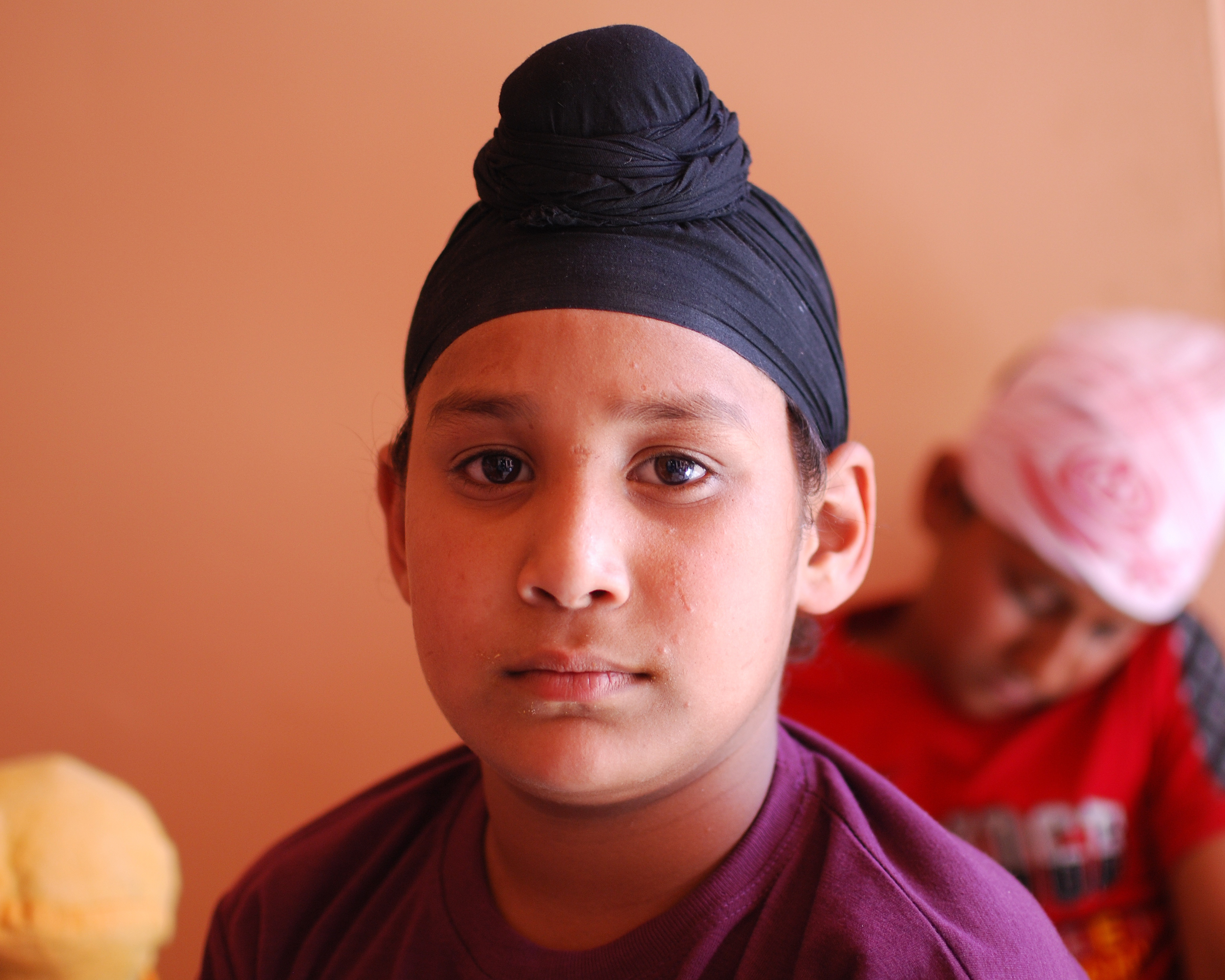
Sikh-Junge mit „Patka“-Kopfbedeckung, die das ungeschnittene Haar hält

Einige asiatische Kulturen sehen insgesamt in langem Haar ein Zeichen von Jugend und Weiblichkeit. Oftmals verbergen sie langes Haar im Turban oder stecken es in der Öffentlichkeit hoch, da langes Haar mit dem Privatleben und der Sexualität assoziiert wird.
Buddhistische Laien tragen langes Haar, während buddhistische Mönche kahl geschoren sind.
Sikhs lassen das Haar als Symbol der Religion und Distanz zur Weltlichkeit wachsen, ohne es zu schneiden.

##### China
Hauptartikel: Chinesischer Zopf
Um das 17. Jahrhundert übernahmen die chinesischen Männer eine längere Haarfrisur, den sog. queue, eigentlich einen längeren Rückenzopf. Diese Mode fand Ausgang des 19. Jahrhunderts mit der Einwanderung der Chinesen nach Amerika ihr Ende. Die Amerikaner beurteilten sie als armselige Arbeiter, da ihr langes Haar sie sogleich an Frauen erinnerte. Sowohl islamische als auch christliche Missionare machten sich für einen Haarschnitt der Chinesen stark, um ihre Bekehrung zu erreichen, was allerdings nur bei einer kleinen Gruppe zum erhofften Ergebnis führte. Die Zeit der Zerstörung der vier Alten 1964 erfasste rasch die gesamte traditionellen chinesischen Kultur und führte zu Zusammenstößen mit den kommunistischen Rote Garden. Alles Westliche einschließlich des langen Haares wurde verboten. Auch später von Oktober 1983 bis Februar 1984 wurde langes Haar im Zuge der Anti-Spiritual Pollution Campaign verspottet.
Einige Minderheiten Chinas blieben davon jedoch unberührt: So sind die Frauen der Yao aus der Grenzregion von China, Laos, Vietnam und Myanmar berühmt für ihre turbanartig frisierten, traditionell sehr langen Haare.

##### Thailand
Der kurze Haarschnitt der Frauen in bestimmten Regionen wie Thailand ist eine kulturelle Eigenständigkeit. Er ist verbunden mit zahlreichen mythologischen Überlieferungen; eine schildert einen König, der ein langes Haar in seinem Reis fand und in seinem Zorn befahl, dass alle Frauen ihr Haar kurz tragen sollten.

##### Indonesien
Vor dem Eindringen äußerer Einflüsse wie dem Islam und dem Christentum wurde langes Haar in Südostasien und Indonesien  bis in das 17. Jahrhundert hinein geschätzt. Der kürzere Haarschnitt für Männer wurde durchgesetzt, auch als ein Zeichen der Knechtschaft.

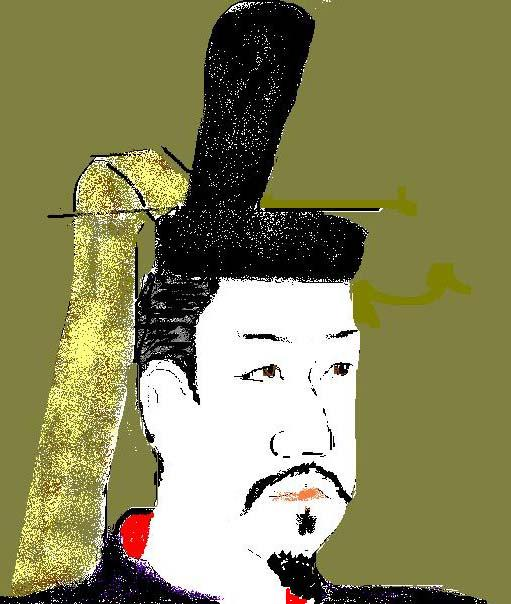
Traditionelle Samurai-Frisur

##### Japan
In Japan war langes Haar bei Männern ursprünglich unter dem Adel (Samurai), Rōnin oder Sumokämpfern verbreitet. Gewöhnlich wurden die Haare zum Pferdeschwanz hochgesteckt oder als kunstvoll geflochtener Zopf getragen, teils mit geschorenem Haupthaar. Mit der Öffnung Japans nach Westen in der Mitte des 19. Jahrhunderts fand diese Tradition ein Ende. Die Regierung betrieb eine rasche Modernisierung der Gesellschaft und lange Haare bei Männern galten als Relikt.